# 基督教浸信會恩惠堂

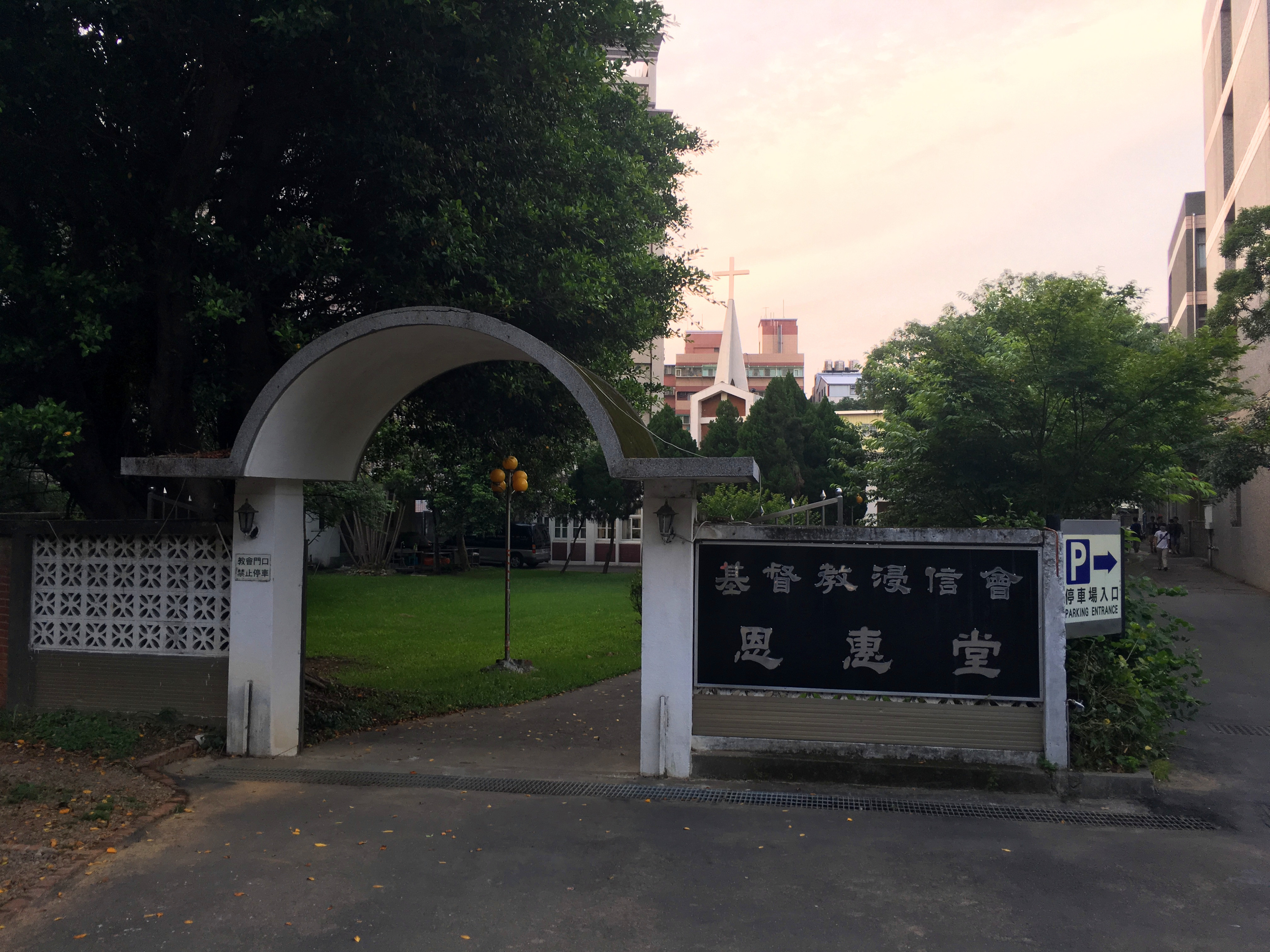
基督教浸信會恩惠堂

基督教浸信會恩惠堂（Grace Baptist Church），位於台灣桃園市中壢區，「桃園市基督恩惠關懷協會」為其附屬法人機構。基督教浸信會恩惠堂的簡稱有中壢浸信會恩惠堂、浸信會恩惠堂、恩惠堂等，都有人在使用。現任主任牧師為姜復華牧師。

## 與中原大學關係
浸信會恩惠堂緊鄰中原大學，猶如置身中原校園，實為一獨立會堂。其紅磚的建築、古樸的會堂，為中原大學附近重要的基督教新教福音地標，也吸引許多基督徒在這裡完成終身大事。恩惠堂的成立與中原大學有很密切的關係，中原的師生在當中扮演的許多關鍵的角色；而中原大學近年與美國若歌教會（Rutgers Community Christian Church）合作成立的「中壢校區基督教會瑞麗堂」，恩惠堂的會友也在很多方面提供了必要的協助。

## 聚會
- 第一堂崇拜：週日早上08:50~10:00
- 第二堂崇拜：週日早上10:30~12:00
- 兒童主日學：週日早上10:30~12:00

## 歷任牧者
| 任別   | 姓名   | 赴任時間   | 卸任時間  | 備註          |
| ------ | ------ | ---------- | --------- | ------------- |
| 第一任 | 湯傳哲 | 1977年6月  | 1978年9月 | 1977年8月封牧 |
| 第二任 | 孟渝昭 | 1979年9月  | 1980年9月 | 兼任本堂牧師  |
| 第三任 | 曾敬恩 | 1980年10月 | 1986年7月 |               |
| 第四任 | 鄒仁鴻 | 1986年8月  | 2020年3月 |               |
| 第五任 | 姜復華 | 2021年3月  | 現任      |               |

## 相關機構
- 社團法人桃園市基督恩惠關懷協會

## 歷史

### 學生中心時期
- 1958～1959年：在中原大學馮之斅老師家的學生聚會中，「恩惠堂」的名稱被提出，同時製作「恩惠堂」木匾掛於家門口。
- 1963年：美南浸信會差會郭樂義（Lois Glass）教士來負責學生中心的工作。
- 1965年3月24日：美南浸信會差會購買恩惠堂現址，動土興建學生中心。
- 1966年 學生中心落成後，「恩惠堂」的木匾移至新會堂。（郭教士退休後，恩惠堂獨立）

### 教會成立時期
- 1977年6月：教會成立，首位傳道人為湯傳哲傳道。
- 1977年8月：按立湯傳哲傳道為首任牧師。
- 1983年11月：執事會成立，羅應金弟兄擔任第一任執事會主席，開始籌建副堂。
- 1984年：美南浸信會桃竹苗地區宣教士湯靈生牧師（Ben W. Tomlinson）遷入恩惠堂後面之差會宿舍。
- 1984年2月：預備開始興建副堂。
- 1984年5月：副堂動工禮拜。
- 1985年2月：副堂獻堂禮拜。

### 外展時期
- 2002年12月：基督恩惠關懷協會成立，教會進入社團法人化階段。
- 2003年8月：赴菲律賓舉辦品格教育體驗營。
- 2004年3月：新增一堂主日崇拜。
- 2004年7月：舉辦日本宣道體驗營。
- 2004年9月：建堂委員會成立，以500人生活圈為未來教會規劃目標。
- 2004年12月：推動社區聖誕月福音行動，走入社區的戲劇福音事工。
- 2004年：在臺園福音團契林芳治長老來協助青少年團契、青少年主日學及父母成長班的工作革新。

### 最近訊息
- 2021年3月:鄒仁鴻牧師退休，姜復華接任主責傳道。
- 2024年11月:姜復華傳道按立主任牧師，呂月珍及劉佩琳傳道按立牧師。

## 外部連結
- 基督教浸信會恩惠堂 （页面存档备份，存于）
- 中原大學
- 基督教中原大學校園福音事工之研究（陳麗琴）
- 中華基督教浸信會聯會
- 浸信會在台發展歷程與省思
- 台灣浸信會神學院資訊網 （页面存档备份，存于）